# Chimki
Chimki (ros. Xимки) – miasto w Rosji, w obwodzie moskiewskim, port rzeczny nad Kanałem imienia Moskwy. Około 259,5 tys. mieszkańców (2020). Jedno z najbardziej rozwiniętych pod względem przemysłowym miast obwodu moskiewskiego. Ważny ośrodek przemysłu zbrojeniowego i kosmicznego. Od 1997 r. połączone z Moskwą linią trolejbusową.

## Pomnik wojenny
W mieście znajdował się pomnik poświęcony żołnierzom poległym w czasie obrony Moskwy, będący mogiłą sześciu pilotów.
18 kwietnia 2007 lokalne władze rozpoczęły likwidację pomnika używając do tego celu ciężkiego sprzętu budowlanego. Szczątki żołnierzy zostały wywiezione w nieznane miejsce. Według władz likwidacja pomnika wiązała się z zamiarami poszerzenia szosy łączącej Moskwę z lotniskiem Szeremietiewo, według oponentów prawdziwym powodem była chęć postawienia w jego miejsce hotelu. Demonstracja w obronie pomnika, która odbyła się 22 kwietnia 2007, została brutalnie stłumiona przez milicję.

## Przemysł i nauka
Chimki są dużym ośrodkiem przemysłu kosmicznego i zbrojeniowego. Na terenie miasta działa wiele przedsiębiorstw z tej branży, w tym między innymi:
- Stowarzyszenie Naukowo-Produkcyjne Siemiona A. Ławoczkina, (ros. Научно-производственное объединение им. С. А. Лавочкина) – rosyjskie przedsiębiorstwo lotnicze i kosmiczne. Producent bezzałogowych sond i próbników kosmicznych, w tym między innymi łazików księżycowych Łunochod,
- MKB „Fakieł” (ros. Машиностроительное конструкторское бюро «Факел») czołowy rosyjski producent rakiet i kompleksów rakietowych typu ziemia-powietrze. W zakładach skonstruowano i budowano systemy S-75 Dźwina, 9K33 Osa, S-125 Newa, S-200 Wega, a obecnie produkowany jest system przeciwlotniczy S-300W. Przedsiębiorstwo wchodzi w skład koncernu Ałmaz-Antej,
- NPO „Energomasz” (ros. ОАО «НПО Энергомаш имени академика В. П. Глушко»), czołowy rosyjski producent silników rakietowych na paliwo ciekłe. W zakładach produkowano większość silników rakietowych do radzieckich i rosyjskich rakiet, w tym między innymi silniki do rakiet serii R-7, nadal produkowane są silniki do rakiet Proton, Sojuz oraz najpotężniejszy produkowany obecnie silnik rakietowy RD-180 używany w rakietach Zenit i Atlas

W Chimkach znajduje się również filia Rosyjskiej Biblioteki Państwowej, w której przechowywane są między innymi dysertacje oraz czasopisma z czasów ZSRR jak i Rosji.

## Sport
- FK Chimki – klub piłkarski
- Chimki Moskwa – klub koszykarski mężczyzn